# Ambasciata d'Italia a Bruxelles
L'Ambasciata d'Italia a Bruxelles è la missione diplomatica della Repubblica Italiana nel Regno del Belgio.
Ha sede nel comune di Bruxelles, nella regione di Bruxelles-Capitale, al n. 22-24 di rue Joseph II, in un moderno edificio per uffici ristrutturato, mentre la "Residenza" dell'ambasciatore italiano si trova nel comune di Ixelles, al n. 43 di avenue Legrand, in un palazzo d'inizio Novecento nelle vicinanze del vasto parco alberato del Bois de la Cambre.

## Sede storica

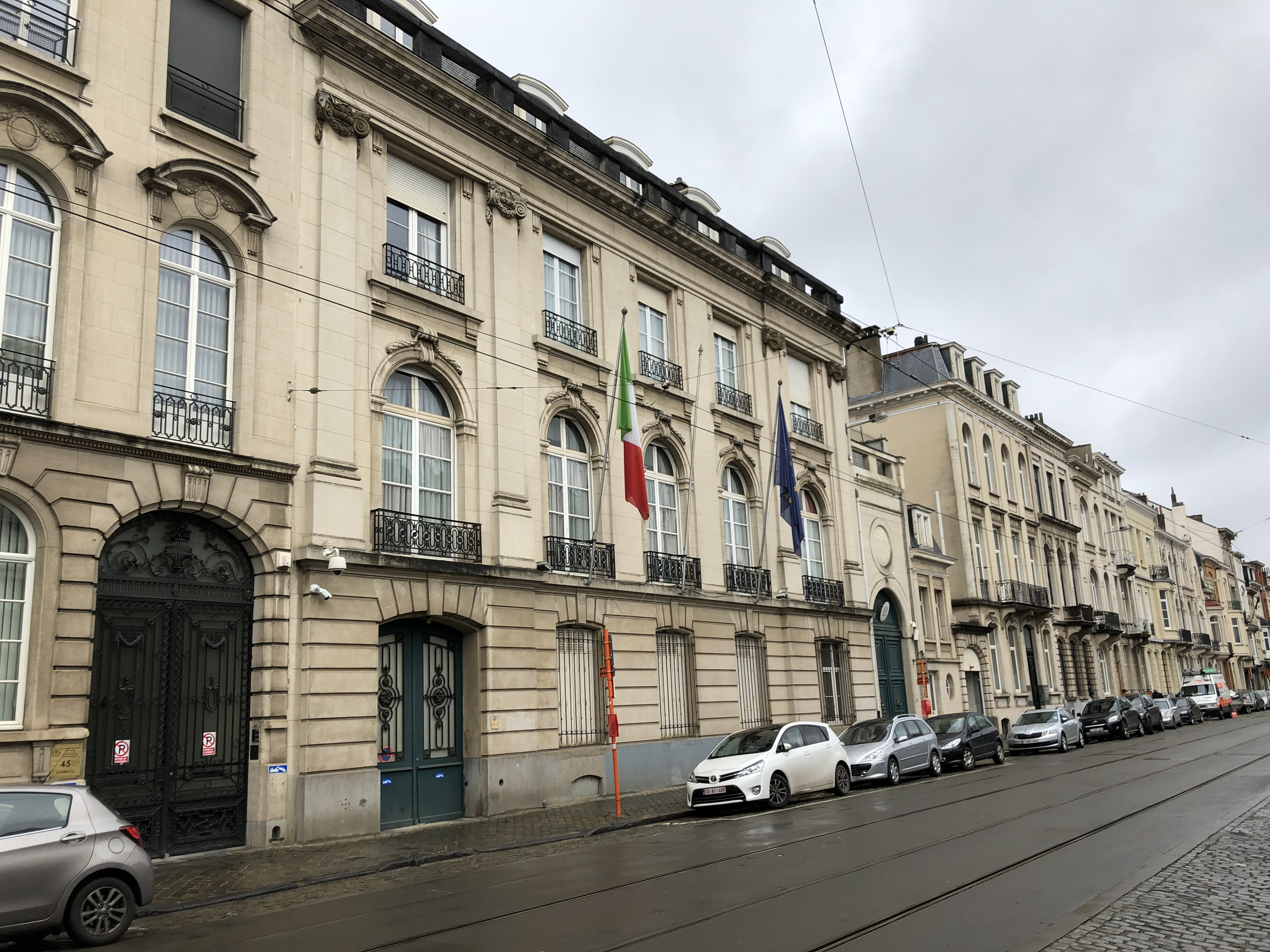
Residenza ufficiale dell'ambasciatore in Avenue Legrand

Il palazzo di avenue Legrand fu progettato dalla coppia di celebri architetti parigini Pierre e Maurice Humbert (padre e figlio), famosi soprattutto per le loro realizzazioni e i loro restauri in stile neoclassico, che lo eressero nel 1910 come residenza cittadina per l'amico Pierre de Riquet principe di Caraman-Chimay (diplomatico belga, figlio del ministro degli esteri Joseph II de Riquet de Caraman-Chimay) e la sua seconda moglie Jeanne Marie Charlotte Carraby viscontessa di Dampierre. Per questo l'edificio è talora indicato anche con il nome di Hôtel de Caraman-Chimay.
Morto il principe nel 1913, il palazzo divenne residenza dell'ambasciatore d'Italia presso i sovrani del Belgio dal 1919, subito dopo la conclusione della prima guerra mondiale, quando fu acquistato dal re Vittorio Emanuele III che lo fece decorare con quadri, affreschi e mobili di pregio.

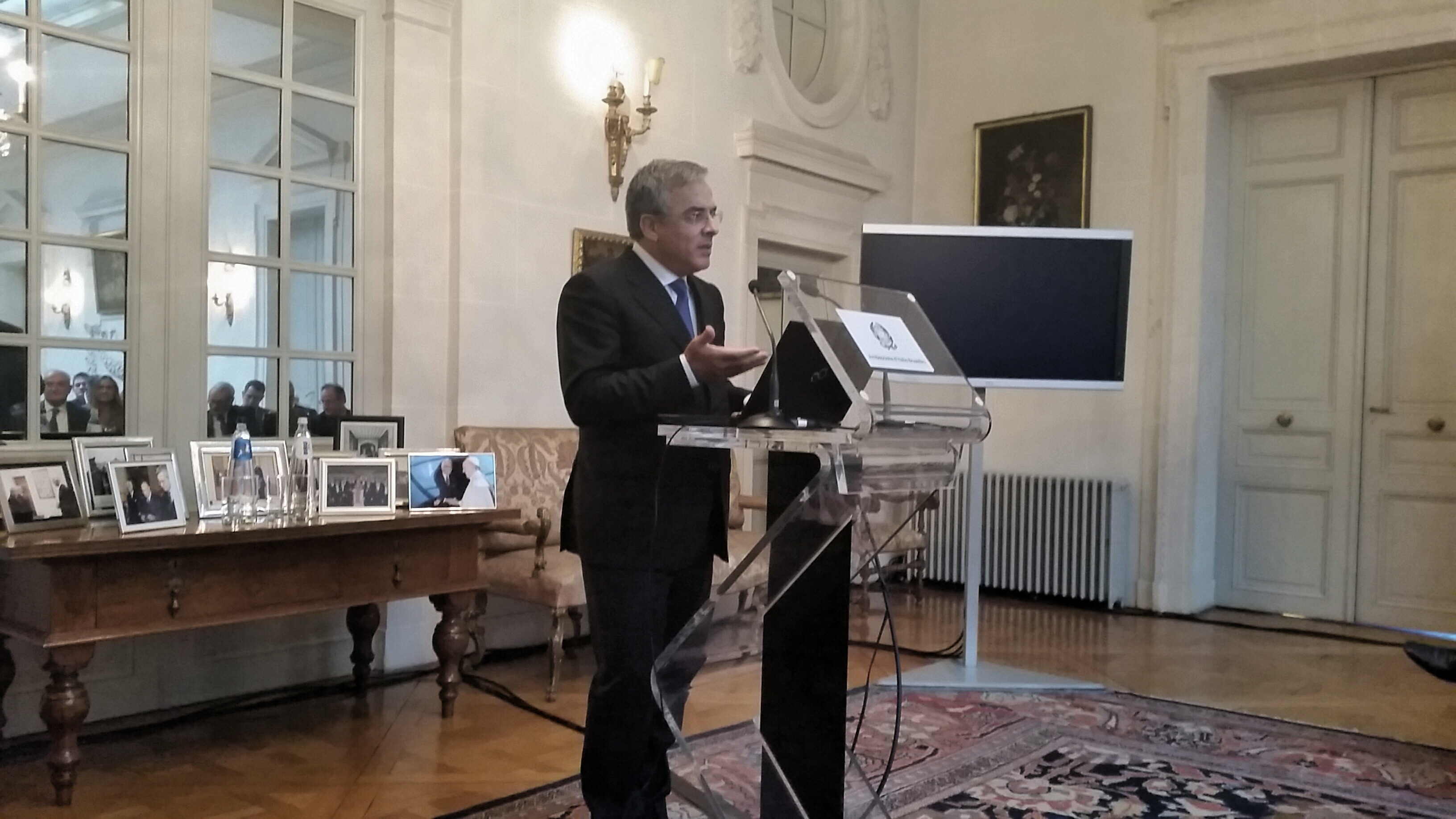
Evento "Innovation in the IT sector". Bruxelles, residenza di Avenue Legrand 43, 8 ottobre 2014).

Nel 1929 l'ambasciata di avenue Legrand fu scelta dall'allora principe Umberto per celebrarvi il proprio fidanzamento ufficiale con la principessa Maria José del Belgio. Terminata la seconda guerra mondiale, la Residenza è stata sede di incontri e colloqui di rilievo durante il cammino che ha portato alla nascita e alla costruzione della Comunità europea. Più recentemente presso l'ambasciata, e soprattutto presso la residenza di Avenue Legrand, vengono organizzati eventi di promozione del "Sistema Italia".